# Station Sint-Denijs-Westrem
Station Sint-Denijs-Westrem is een voormalig spoorwegstation op spoorlijn 75 in Sint-Denijs-Westrem, een deelgemeente van de Belgische stad Gent. Het station werd geopend in 1910, aan het gewijzigde tracé van de spoorlijn vanuit Kortrijk naar het nieuwe Station Gent-Sint-Pieters. Het werd gesloten in 1984 omdat het de minimumnorm van 200 opstappende reizigers per werkdag niet haalde.
Tussen 1866 en 1910 was er een ander station met de naam Sint-Denijs-Westrem, namelijk op het voormalige tracé van spoorlijn 75.
Het station werd beschermd als monument en de omgeving als dorpsgezicht. Het gebouw is verkocht in 1998 en vervolgens verbouwd tot een kantoorgebouw.

## Aantal instappende reizigers
De grafiek geeft het gemiddeld aantal instappende reizigers weer op een week-, zater- en zondag.
| Tabel: aantal instappende reizigers station Sint-Denijs-Westrem | Tabel: aantal instappende reizigers station Sint-Denijs-Westrem | Tabel: aantal instappende reizigers station Sint-Denijs-Westrem | Tabel: aantal instappende reizigers station Sint-Denijs-Westrem |
|                                                                 | Weekdag                                                         | Zaterdag                                                        | Zondag                                                          |
| --------------------------------------------------------------- | --------------------------------------------------------------- | --------------------------------------------------------------- | --------------------------------------------------------------- |
| 1977                                                            | 108                                                             | 21                                                              | 13                                                              |
| 1978                                                            | 112                                                             | 14                                                              | 8                                                               |
| 1979                                                            | 87                                                              | 5                                                               | 10                                                              |
| 1980                                                            | 62                                                              | 11                                                              | 8                                                               |
| 1981                                                            | 99                                                              | 9                                                               | 8                                                               |
| 1982                                                            | 96                                                              | 7                                                               | 5                                                               |
| 1983                                                            | 93                                                              | 3                                                               | 4                                                               |

0: Gent-Sint-Pieters ·
3,7: Sint-Denijs-Westrem ·
5,0: Hemelrijk ·
6,1: De Pinte ·
9,0: Broekstraat ·
9,8: Deurle ·
12,1: Muizenhol ·
13,1: Beekstraat ·
13,8: Astene ·
15,1: Deinze ·
19,0: Machelen ·
22,0: Olsene ·
24,4: Zulte ·
27,3: Waregem ·
31,8: Desselgem ·
33,9: Beveren-Leie ·
36,1: Harelbeke ·
41,4: Kortrijk ·
42,2: Kortrijk-Vorming ·
43,9: Marke ·
46,5: Lauwe ·
49,8: Aalbeke ·
53,8: Moeskroen
Destelbergen · Drongen · Drongensesteenweg · Gentbrugge · Gent-Dampoort · Gent-Heirnis · Gent-Muide · Gent-Noord · Gent-Oost · Gent-Rabot · Gent-Rodenhuize · Gent-Sint-Pieters · Gent-Waas · Gent-Zeehaven · Gent-Zuid · Halewijn · Ledeberg · Merelbeke · Oostakker · Sint-Amandsberg-Westveld · Sint-Denijs-Westrem · Wondelgem